# William Franklin Wight
William Franklin Wight ( 8 de junio de 1874 - 1954) fue un botánico inglés, que se especializó en la flora de India.
En 1899 se traslada a EE. UU. siendo asistente de Botánica sistemática en Stanford; y a partir de 1900 es investigador del USDA, en estudios sobre agricultura, mejoramiento genético de frutales, pomología taxonómica, y flora de Alaska.

## Algunas publicaciones
- 1902. The Genus Eritrichum in North America. Bull. Torrey Bot. Club, Vol. 29: 6 :407-414
- USDA et. al. 1904. Code of Botanical Nomenclature. Bull. Torrey Bot. Club, Vol. 31: 5: 249-261
- 1915. Native American species of Prunus

- La abreviatura «W.Wight» se emplea para indicar a William Franklin Wight como autoridad en la descripción y clasificación científica de los vegetales.[1]

Se poseen 140 registros IPNI de sus identificaciones y clasificaciones de nuevas especies, las que publicaba habitualmente en : Leland Stanford Jr. Univ., Dudley Mem.; Bull. U.S. Geol. Surv.; The Century Dictionary & Cyclopedia; Rev. N.-Amer. Astragalus; Contr. U.S. Natl. Herb.; Bull. Torrey Bot. Club; USDA Bur. Pl. Industr. Bull.; Zoe; Fl. Alaska & Yukon; Proc. Amer. Philos. Soc.; U.S. Dept. Agric. Bull.; Plums New York.

## Honores

### Epónimos
Especies
- (Acanthaceae) Stenosiphonium wightii Bremek.[3]
- (Anacardiaceae) Holigarna wightii Balakr.[4]
- (Apiaceae) Bupleurum wightii P.K.Mukh.[5]
- (Burseraceae) Commiphora wightii (Arn.) Bhandari[6]
- (Commelinaceae) Commelina wightii Raizada[7]
- (Fabaceae) Neonotonia wightii (Arn.) J.A.Lackey[8]